# Delphyre varians
Delphyre varians är en fjärilsart som beskrevs av George Francis Hampson 1901. Delphyre varians ingår i släktet Delphyre och familjen björnspinnare. Inga underarter finns listade i Catalogue of Life.